# Gare de Montgeron - Crosne
La gare de Montgeron - Crosne est une gare ferroviaire française située sur le territoire de la commune de Montgeron, à proximité de Crosne, dans le département de l'Essonne, en région Île-de-France.

## Situation ferroviaire
Établie à 44 mètres d'altitude, la gare de Montgeron - Crosne se situe au point kilométrique (PK) 17.45 de la ligne de Paris-Lyon à Marseille-Saint-Charles entre les gares ouvertes de Villeneuve-Saint-Georges et d'Yerres.

## Histoire

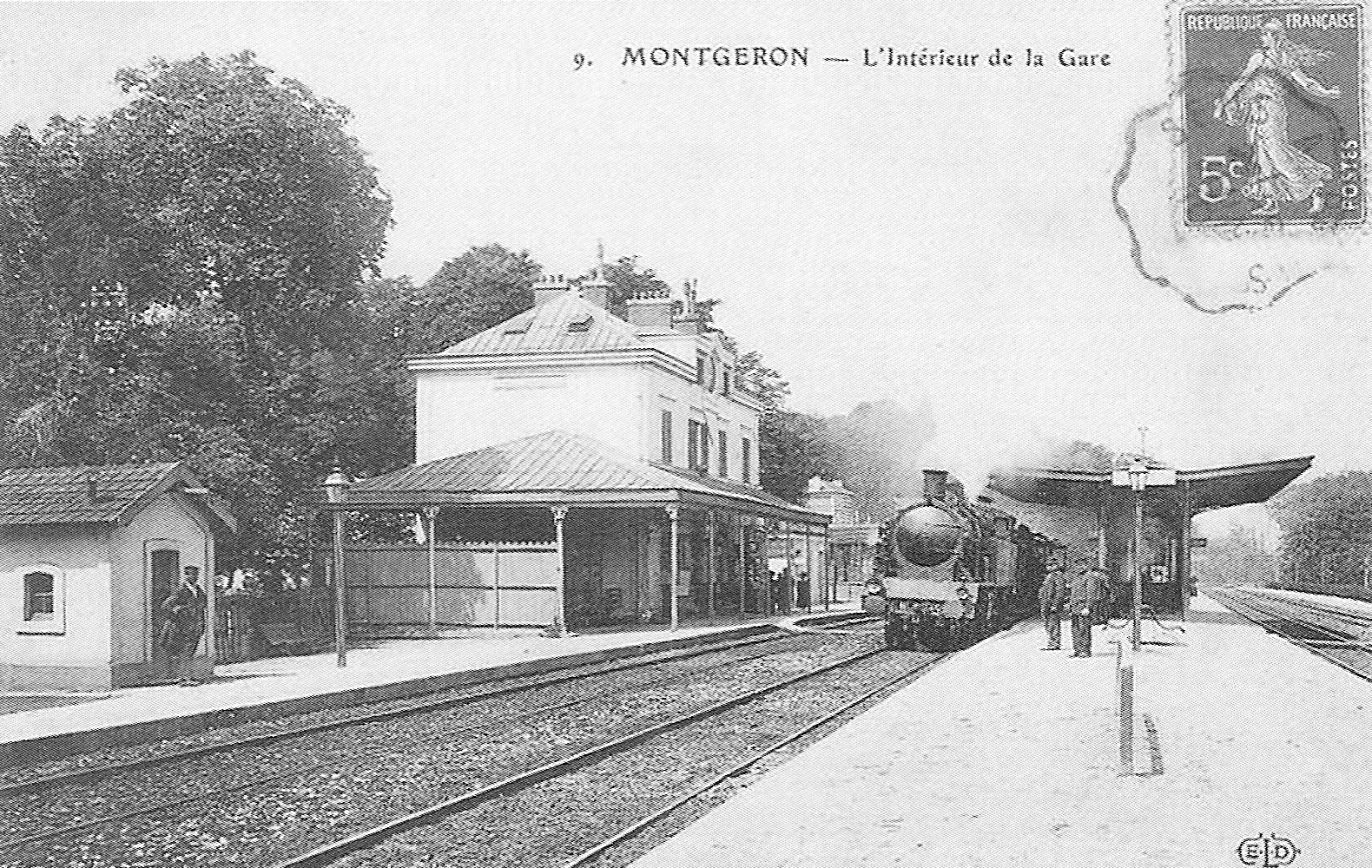
Vue de l'intérieur de la gare au début du XXe siècle.

Avant la mise en service de la gare de Montgeron, il fallait rejoindre à pied la ville voisine de Villeneuve-Saint-Georges et voyager à bord d'une charrette jusqu'à Paris.
Le bâtiment de la gare, bâti entre 1852-53 est l'œuvre de l'architecte François-Alexis Cendrier, qui a aussi construit de nombreuses autres gares de la compagnie du PLM, notamment celle de Brunoy et de Boussy-Saint-Antoine.
En 1906, deux autres voies sont ajoutées afin de tenir compte de l'essor des communes bordant le chemin de fer et pour dissocier les trains de banlieue et les trains de grandes lignes.
La gare a fait l'objet de travaux de rénovation qui portaient principalement sur l'amélioration des accès au bâtiment et au passage souterrain ainsi que sur l'aménagement intérieur du bâtiment voyageurs. Les travaux d'une durée de huit mois se sont terminés à la fin de l'année 2010.
De nouvelles rénovations concernant l’accessibilité des personnes à mobilité réduite (PMR) sont mises en œuvre entre janvier 2019 et septembre 2020 avec la construction d'ascenseurs.
En 2022, la SNCF estime la fréquentation annuelle de la gare à 3 365 599 voyageurs.

## Services voyageurs

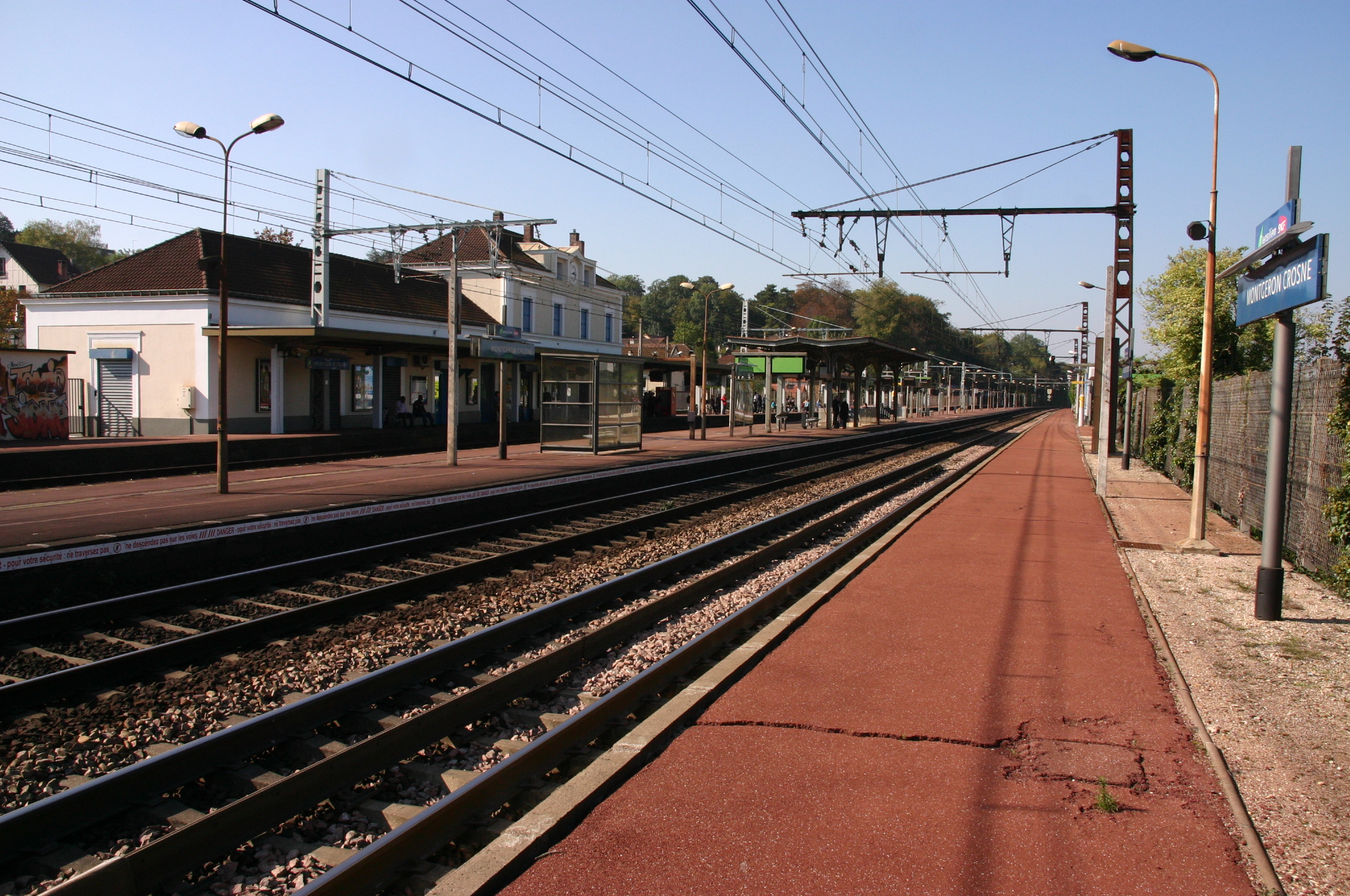
De gauche à droite : voie 2b vers Paris, voie 1b vers Melun, voie 2 vers Paris, voie 1 vers Melun.

### Accueil et équipement
La gare dispose d'un guichet Transilien ouvert du lundi au vendredi de 6 h 30 à 12 h 40 et de 13 h 15 à 19 h 30 et les samedis, dimanches et jours fériés de 6 h 40 à 12 h 40 et de 13 h 15 à 19 h 30.
Une supérette Hubiz est présente à l'intérieur de la gare.

### La desserte
La gare est desservie par environ 80 trains de la ligne D du RER de 4 h 35 à 23 h 45.

### Intermodalité
La gare est desservie par les lignes 4112, 4115, 4118, 4135, 4152 et Soirée Montgeron du réseau de bus Val d'Yerres Val de Seine et, la nuit, par la ligne N134 du réseau Noctilien.

## Projet
Il est envisagé de prolonger la ligne 18 du métro de Paris en passant par la gare de Montgeron qui en deviendrait une station dans le cadre d'un prolongement jusqu'à Boissy-Saint-Léger.